# نوچرا اینفریوره
نوچرا اینفریوره (به ایتالیایی: Nocera Inferiore) یک کومونه در ایتالیا است که در استان سالرنو واقع شده‌است.

## خصوصیات
نوچرا اینفریوره ۲۰ کیلومترمربع مساحت و ۴۵٬۸۶۸ نفر جمعیت دارد و ۴۳ متر بالاتر از سطح دریا واقع شده‌است.